# Rocbaron
Rocbaron is een gemeente in het Franse departement Var (regio Provence-Alpes-Côte d'Azur) en telt 3180 inwoners (2004). De plaats maakt deel uit van het arrondissement Brignoles.

## Geografie
De oppervlakte van Rocbaron bedraagt 20,4 km², de bevolkingsdichtheid is 155,9 inwoners per km².
De onderstaande kaart toont de ligging van Rocbaron met de belangrijkste infrastructuur en aangrenzende gemeenten.

## Demografie
Onderstaande figuur toont het verloop van het inwonertal (bron: INSEE-tellingen).